# A Rongyos Gárda tevékenysége Kárpátalján
A Rongyos Gárda kárpátaljai tevékenysége 1938-ban szorosan összefüggött azzal, hogy a Horthy-kormányzat a második világháború közeledtével elérkezettnek látta az időt a trianoni békeszerződés revíziójára és igyekezett visszaszerezni az akkor a felbomlóban lévő Csehszlovákiához tartozó Kárpátalját. Ennek előkészítésére használta fel a Rongyos Gárda diverziós aktivitását.

## Előzmények
Az első világháború utáni békerendszer a háború vesztes országai számára olyan súlyos csapást jelentett, ami megkérdőjelezte azok életképességét és így szinte közvetlenül hozzájárult a következő világháború előkészítéséhez. A legnagyobb arányú területi veszteséget Magyarország szenvedte el. A két világháború közötti Horthy-rendszer, amely belpolitikailag az 1918-as őszirózsás forradalommal és a Tanácsköztársasággal szemben ellenforradalminak deklarálta magát, külpolitikai téren elsősorban a területi revízió lehetőségeit kereste.
A kormányzati törekvéseket társadalmi szervezetek, félkatonai csoportosulások is támogatták, ezek közül a legfontosabb a Rongyos Gárda volt, amelynek tagjai részt vettek az első világháborút követő nyugat-magyarországi harcokban és nagy szerepük volt abban, hogy Sopron és környéke Magyarország része maradt.
A haderőfejlesztés az 1930-as évek közepén felgyorsult, és 1938-ban a Darányi-kormány által meghirdetett „győri programban” elérte az ország gazdasági lehetőségeinek maximumát. A magyar külpolitika ellenségképe főleg a trianon haszonélvezőiből álló kisantant országaiból állt, közülük is kiemelten Csehszlovákia és Románia. Az új csehszlovák államot Németország is elsőrendű ellenfelének tartotta, gazdasági potenciálja és nagy létszámú német lakossága miatt.

## A kárpátaljai hadművelet előkészítése
A Csehszlovákia elleni német-magyar érdekközösség jegyében az 1930-as években a két fél között e témában intenzív titkosszolgálati adatcsere folyt. 1935-től azonban az Abwehr ezt fokozatosan megszüntette, valószínűleg azért, mert Berlin meg akarta őrizni teljes cselekvési szabadságát Csehszlovákiával szemben. Így 1938 elejére a Magyar Királyi Honvédség felső vezetésének már nem volt friss információja a cseh védelmi tervekről, a határ menti erődrendszerről, katonai erőkről.
A magyar politikai vezetés felismerte, hogy Németország a „csehszlovák kérdés” megoldásában nem számít magyar csapatokra, viszont szükségesnek tartotta területi követelését katonailag is alátámasztani. Olyan megoldást kellett keresni, ami nem hozható közvetlen összefüggésbe a kormányzattal, de kizárja azt is, hogy szélsőjobboldali erők vegyék át annak irányítását.
A politikai döntés végrehajtását, a kormányzat irányítása alatt álló szabadcsapatok szervezését a Honvédelmi Minisztérium VI-5 osztálya (hivatalosan „elvi és katonapolitikai osztály”, későbbi nevén Vkf-5) kezdte meg, Homlok Sándor vezérkari ezredes vezetésével. Ez a szervezeti egység fogta át mindazokat az alegységeket, tevékenységi köröket, amiket máshová nem lehetett besorolni, de főleg titkosszolgálati jellegű tevékenységet végzett. Olyan különböző egységek tartoztak ide, mint a szabotázs, a propaganda, a biológiai fegyverek szakértői és a híradók. Ide olvadtak be a korábbi, törvényen kívül működő titkos tiszti csoportok, (Siménfalvy-csoport, Papp-csoport), amelyek már az 1920-as évek elejétől foglalkoztak a kisantant államaiban élő magyar kisebbség hírszerző és fegyveres tevékenységre történő megszervezésével, szabotázsakciók előkészítésével, fegyveres csoportok felkészítésével, titkos fegyverraktárak létesítésével. A Papp-csoport végezte a horvát usztasák jankapusztai kiképzését is. A Vkf-5 osztály 1941-ben oszlott fel, feladatainak egy részét a Vkf-2. osztály, a katonai hírszerzés vette át.
1938 áprilisában a kormány és a vezérkar döntése alapján speciális lövészzászlóaljakat kezdtek felállítani a kárpátaljai beavatkozás céljaira, mégpedig I-től XIX-ig terjedő számozással, ami egyáltalán nem illeszkedett a hadsereg számozási rendszerébe. Fontos cél volt, hogy radikális szélsőjobboldali személyek, nyilasok ne kerüljenek be az új egységekbe, ezt azonban nehezen lehetett elkerülni. A szélsőjobboldali pártok ugyanis felismerték, hogy a honvédség kötelékében fegyverhez juthatnak egy esetleges puccskísérlet céljaira. Stefán Valér vezérkari százados ellenőrzése során kiderült, hogy a kiképzés során a résztvevők fegyvereket és lőszert loptak. A nyomozás során a lövészzászlóaljak állományában sok nyilast találtak, emiatt 1938 júniusában a kiképzést leállították, és leszerelésekkel, tartalékosok behívásával igyekeztek változtatni a személyi állomány összetételén.
A szélsőjobboldaliak leszerelése miatt a létszám nyolc zászlóaljra csökkent, ezeket Tiszaföldvár, Tiszakécske és Öcsöd térségébe szállították, hogy a politikai helyzet megfelelő alakulása esetén át lehessen dobni őket Kárpátalja térségébe.
A német sajtó azonban tudomást szerzett a fejleményekről és a berlini lapok helyszíni tudósítások alapján nagy terjedelemben foglalkoztak a magyar katonai előkészületekkel. A magyar kormányzati szerepvállalás álcázása érdekében ekkor a politikai vezetés Héjjas Ivánt állította előtérbe.
1938. szeptember végén Stefán Valér szállásszabályozó vezérkari tisztként Vásárosnaményban kezdett tevékenykedni a csapatok elhelyezése érdekében. Kozma Miklós szolgálaton kívüli huszár alezredes is ide utazott, ő lett később Kárpátalja kormánybiztosa. A „rongyosoknak” napok alatt szállást találtak a határ menti települések iskoláiban, magánházaiban.
A minisztertanács október 2-án Kozma Miklóst bízta meg az akció politikai irányításával és a propaganda-feladatokkal, a katonai vezetés elsősorban Stefán százados feladata volt. Hamarosan megjelent a ma már Vásárosnaményhoz tartozó Gergelyiben egy 150 fős csoport, akik pénzbeli és fegyverellátmányt követeltek bemondáson alapuló létszám- és rendfokozati adatok alapján. Ez volt az úgynevezett H-csoport, aminek tagjait Héjjas Iván toborozta saját környezetéből, korábbi szervezetei tagságából és amely minden bizonnyal a politikai vezetés ösztönzésére aktivizálódott a kormányzati szerep álcázása érdekében. A hivatásos katonáknak nagy gondjaik akadtak a fegyelmezetlen, hiányosan kiképzett, gyakran tisztázatlan személyazonosságú személyekkel.

## A kárpátaljai tevékenység első szakasza (1938. október 5-9.)
Október 5-én Stefán százados felderítette a határ túloldalán lévő csehszlovák kiserődvonalat. Kiderült, hogy Tarpa és Nagymuzsaly között másfél kilométeren még nem volt kiépítve az erődrendszer, az ott korábban elhelyezett szudétanémet katonákat pedig a csehszlovák hadvezetőség megbízhatatlanságuk miatt kivonta. Ezután Homlok ezredes utasítást adott arra, hogy a Héjjas-csoport küldjön át a határon két járőrt szabotázs- és propagandafeladatokkal (röpcédulázás); ezzel kezelni próbálta az irreguláris erők által okozott gondokat is, mivel a tervek szerint ezek a járőrök Lengyelországba mentek feladataik elvégzése után. A két járőr Kassakürthy Pál, illetve Kassakürthy Károly vezetésével október 6-án Tarpa közelében lépte át a határt és október 18-án érkezett Lengyelországba. Az akcióba nagy helyismerettel rendelkező tarpai fiatalok is bekapcsolódtak.
A fennmaradt adatok szerint október 9-ig kilenc csoport lépte át a határt összesen 70 fővel. Az október 8-án induló, Dénesfalvy-Dinich Győző és Iványi Béla által vezetett csoportokat az ellenség Tekeháza térségében csapdába csalta és 14 tagjuk elesett.
A magyar oldalon a gyülekezési körzetbe eközben további önkéntes erők érkeztek be, köztük a soproni erdészeti főiskolások csoportja, a Testnevelési Szaktanfolyam hallgatói, valamint sokfelől érkezett 16-18 éves leventék, akiket Tornyospálcán vontak össze.

## Második szakasz (1938. október 9-13.)
A komolyabb hadműveletek október 9-én indultak, amikor Prém József főhadnagy vezetésével 80-100 „rongyos” lépett át a határon 1. század elnevezéssel, majd követte őket a 152 fős 2. század Iván Imre főhadnagy parancsnoksága alatt. Az 1. század harcosai megtámadták Nagyborzsova vasútállomását, ahol komoly károkat okoztak, de október 11-én Dercen környékén jelentős gyalogsággal támogatott cseh páncélgépkocsikba ütköztek. Négy-öt órás tűzharcban a csehek a századot felmorzsolták. Mintegy 20 fő elesett, hasonló számban, nagyrészt sebesülten fogságba estek, a többiek a magyar, illetve a lengyel határ felé menekültek.
A 2. század még kevesebb eredményt tudott felmutatni. 45 fő hamarosan visszatért azzal, hogy eltévedtek és nem találják egységüket, a többiek pedig a határ átlépését követően szinte azonnal megálltak. Október 10-én a hírszerzés jelezte, hogy Beregszászban a csehek páncélos erőket vontak össze. Stefán százados a korábban átdobott csoportok támogatására további két egységet küldött harcba. Összesen mintegy 350-380 fő lépte át a határt. Számos kisebb összetűzés után Salánk körzetében kerültek harci érintkezésbe jelentős, páncélosokkal, tüzérséggel sőt repülőkkel is támogatott cseh erőkkel. A túlerőben lévő ellenfél körülbelül 345 magyar foglyot ejtett, akiket az illavai várbörtönbe szállítottak, ahol megkínozták őket, végül december 31-én Gányon átadták őket a magyar hatóságoknak.

## Harmadik szakasz (1938. október 13. - november 7.)
Időközben intenzíven folytak a Csehszlovákia sorsával foglalkozó nemzetközi diplomáciai tárgyalások. A magyar hadvezetés ezért szüneteltette a harci tevékenységet, létszámcsökkentést rendelt el, és az addig alkalmazásra nem került erőket október 13-án Tarpán vonták össze. A lövészalakulatok egy részét a honvédség reguláris egységeibe olvasztották be.
Az is nyilvánvalóvá vált, hogy az addigi módszereken változtatni kell. Stefán százados megmaradt csoportjai törzsből, harcos alosztályból, segédalosztályból és ellátóosztályból álltak, és kisebb helyi akciókat indítottak a zavarkeltés, a cseh erők demoralizálása céljából. Október 20-30 között kis csoportokban lépték át a határt, rombolták az ottani infrastruktúrát, megtámadták a cseh határőr-őrsöket.
A felső vezetés november 3-án újabb létszámcsökkentés keretében 67 főt szereltetett le a kevésbé alkalmas katonák közül. A megmaradt erőt „Előd zászlóalj” fedőnéven szervezték újjá és november 16-án Tornyospálcán helyezték el.

## Negyedik szakasz (1938. november 8-20.)
Az ,,Előd zászlóalj" az első bécsi döntés életbe lépését követően álcázási célból, - a cseh hírszerzés megtévesztésére - egyenruhába öltözött és  felvette a „Honvéd Időjelző Szolgálat” elnevezést. Feladatuk elsősorban propaganda-tevékenység volt.
A fedésüknek megfelelően időjárás-jelző állomásokat állítottak fel. A zavaró vállalkozásokat november 14-én kezdték újra. November 19-ig a rongyosok járőrei legalább négy alkalommal lépték át az első bécsi döntésnek megfelelő új határt, és azon túl hajtottak végre akciókat. November 21-én a huszti laktanyát támadta meg egy csoport. Az általuk terjesztett propagandaanyagok igyekeztek meggyőzni a helyi ruszin és zsidó lakosságot is arról, hogy egy esetleges népszavazásnál a Magyarországhoz tartozásra  voksoljanak.

## Ötödik szakasz (1938. november 20. - december 12.)

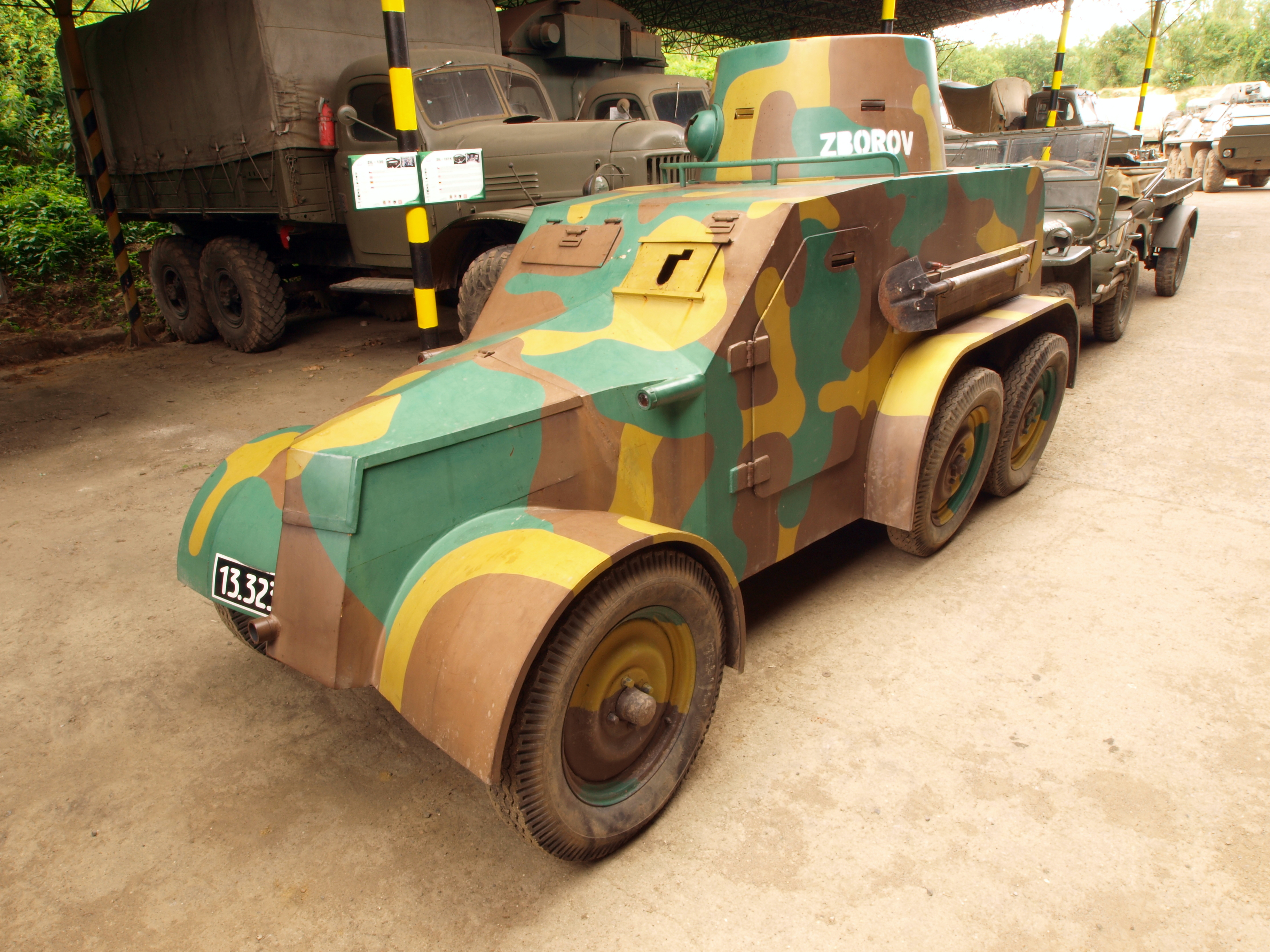
OA vz. 30 cseh páncélkocsi másolata; ilyet zsákmányoltak a magyar csapatok

A kárpátaljai térségben ebben az időszakban hatalmi vákuum uralkodott, több állam is megkísérelte magához ragadni a területet. Románia arra törekedett, hogy északi határát a Tiszáig tolja ki, és ezért Nagyszőlős térségében erődítési munkálatokba kezdett. A Huszton létrejött ruszin kormány is igyekezett katonailag is megerősíteni a helyzetét.
Hírszerzési információk alapján a budapesti vezetés elrendelte, hogy az „Előd zászlóalj” – honvédalakulatokkal együttműködve – készüljön fel Nagyszőlős elfoglalására. 1938. november 21-én ezért az egységek Feketeardó és Tiszaújhely térségében vonultak fel. A meginduló támadást azonban a román csapatokkal történt kisebb összetűzést követően a Honvéd Vezérkar főnöke leállította és november 22-én a zászlóalj visszavonult eredeti állomáshelyére.
November 24-én újabb átszervezésre került sor. A „rongyosok” egy része „Térképhelyesbítő Szolgálattá” alakult és már kizárólag propaganda-feladatokat kapott, 12 településen 109 fővel. Az állomány többi részét elkezdték leszerelni, illetve kis csoportjaik még a reguláris honvédséggel együttműködve szabotázs-gyakorlatokat tartottak a térségben.
A „térképhelyesbítők” vezetését a szintén a Vkf-5. állományába tartozó Csics György vk. őrnagy vette át, majd az „Előd zászlóalj" parancsnoksága ellátószerveivel visszatért Budapestre és egy újabb, ezúttal „Műszaki Iroda" fedőnév alatt megkezdődött az alakulat felszámolása. Fogadták a fogságból hazatérteket és segítettek nekik visszailleszkedni a polgári életbe, elhelyezkedni állami nagyvállalatoknál. A „rongyosok” egy része később csatlakozott a Finnországba készülő magyar önkéntes alakulathoz, amelynek parancsnoka Kémeri Nagy Imre főhadnagy lett, aki szintén részt vett a kárpátaljai akciókban.
1939. január 6-án került sor a „rongyosok” utolsó komolyabb harci cselekményére Kárpátalján. Cseh reguláris erők három Tatra páncélgépkocsival támogatva századerejű támadást indítottak az Oroszvég közelében fekvő Latorca-híd birtokbavétele érdekében. A már említett „térképhelyesbítők" egy részlege a hidat őrző négy magyar határőr segítségére sietett. A küzdelem során az egyik cseh páncélkocsi mozgásképtelenné vált, legénysége elhagyta, és a magyar csapatok zsákmányául esett. A harcnak több halálos áldozata volt, de a cseh erők végül visszavonulásra kényszerültek.

## A kárpátaljai diverzánsakció utóhatásai
A Rongyos Gárda kárpátaljai tevékenységében összesen körülbelül 1200 fő vett részt, 90%-uk behívott honvédségi tartalékállományba tartozó tiszt és honvéd, 10%-uk önkéntes, További 150 hivatásos és tényleges katona parancsnoki és szakmai feladatokat látott el. Az összlétszámból a fennmaradt adatok szerint összesen 52 fő esett el, 57-en rokkanttá váltak.
Az elesettek közül Rozs József tartalékos zászlóst és Szarka István karpaszományos tűzmestert – a Magyar Királyi Honvédség katonái közül elsőként – Magyar Arany Vitézségi Éremmel tüntették ki. A zsákmányolt páncélgépkocsit tanulmányozás után oktató járműként hasznosították.
A Rongyos Gárda tevékenységének lezárásában szerepe lehetett annak is, hogy 1940 őszén Dél-Erdélyben a román Siguranța felfedte a Vkf-5. osztály által támogatott mozgalmat, és a román kormány diplomáciai úton tiltakozott. Az egyébként is feszült magyar-román viszony miatt Werth Henrik vezérezredes, a Honvéd Vezérkar főnöke, az összes szabotázsakció felfüggesztésére kényszerült.